# Скот Пилгрим против целог света
Скот Пилгрим против целог света (енгл. Scott Pilgrim vs. the World) је америчко-британско-јапанско-канадска комедија режисера и продуцента Едгара Рајта који је са Мајклом Баколом и аутор сценарија. Филм је снимљен по стрипу Скот Пилгрим Брајана Лија О’Малија. 
Радња филма прати канадског тинејџера Скота Пилгрима који упознаје Рамону Флауерс, девојку својих снова. Како би освојио Рамону, Скот мора да победи Рамониних седам бивших момака који покушавају да га убију. Главне улоге поверене су Мајклу Сери и Мери Елизабет Винстед.
Иако зарада на биоскопским благајнама није успела да премаши буџет који је био потребан за снимање филма, Скот Пилгрим је наишао на позитиван пријем код критичара и љубитеља стрипа.

## Улоге
Главни ликови
- Мајкл Сера као Скот Пилгрим
- Мери Елизабет Винстед као Рамона Флауерс
- Киран Калкин као Волас Велс
- Елен Вонг као Највс Чау
- Алисон Пил као Ким Пајн
- Ана Кендрик као Стејси Пилгрим
- Бри Ларсон као Натали "Енви" Адамс
- Обри Плаза као Џули Пауерс

Лига злих бивших
- Сатја Баба као Метју Пател
- Крис Еванс као Лукас Ли
- Брандон Раут као Тод Инграм
- Меј Вајтман као Роксен "Рокси" Ричер
- Шота Сајто као Кајл Катајанаги
- Кеита Сајто као Кен Катајанаги
- Џејсон Шварцман као Гидион Гордон Грејвс